# Церковнославянский язык
Церковнославя́нский язы́к (также иногда Церко́вно-славя́нский язы́к) — славянский язык христианского богослужения и письменности, сформировавшийся из старославянского языка. Традиционный язык богослужения, употребляемый Православной церковью в Болгарии, Сербии, Черногории, Северной Македонии, Польше, Беларуси, Украине и России, а также отчасти в Молдавии, Словакии и Чехии (исторически также в Валахии). В большинстве церквей используется наряду с национальными языками.
Распространение церковнославянского языка в разных славянских странах сопровождалось его адаптацией к особенностям местных славянских языков. В результате уже с IX–X веков возникали территориальные разновидности языка — его изводы (варианты).
Наиболее распространённая форма из ныне употребляемых — современный синодальный извод церковнославянского языка, используемый как основной литургический язык Русской православной церковью и некоторыми другими религиозными объединениями. Кроме Русской православной церкви, церковнославянский язык — основной богослужебный язык славяно-византийского обряда Российской грекокатолической церкви, употребляется, наряду с украинским, в Украинской грекокатолической церкви, наряду с белорусским — в Белорусской грекокатолической церкви. До реформ 1960—1970‑х годов, наряду с латинским, употреблялся в Католической церкви в некоторых местах в Хорватии (см. глаголический обряд). В форме старомосковского извода — также богослужебный язык старообрядчества.

## Название
Термин «церковнославянский язык» впервые появился в «Рассуждении о славянском языке» А. X. Востокова (1820) и указывает на преимущественно церковную сферу его использования. В филологических текстах древних славянских книжников и филологов Нового времени церковнославянский язык назывался «словенский», «славенский», «славянщина». В филологической литературе до сих пор используется термин «славянизмы» в значении «церковнославянизмы». Поскольку церковнославянский язык развивался из старославянского и нет принципиальных различий между тем языком, который создали Кирилл и Мефодий, и тем, каким он становился в дальнейшем, в понятие «церковнославянский язык» нередко включается и старославянский язык.

## История

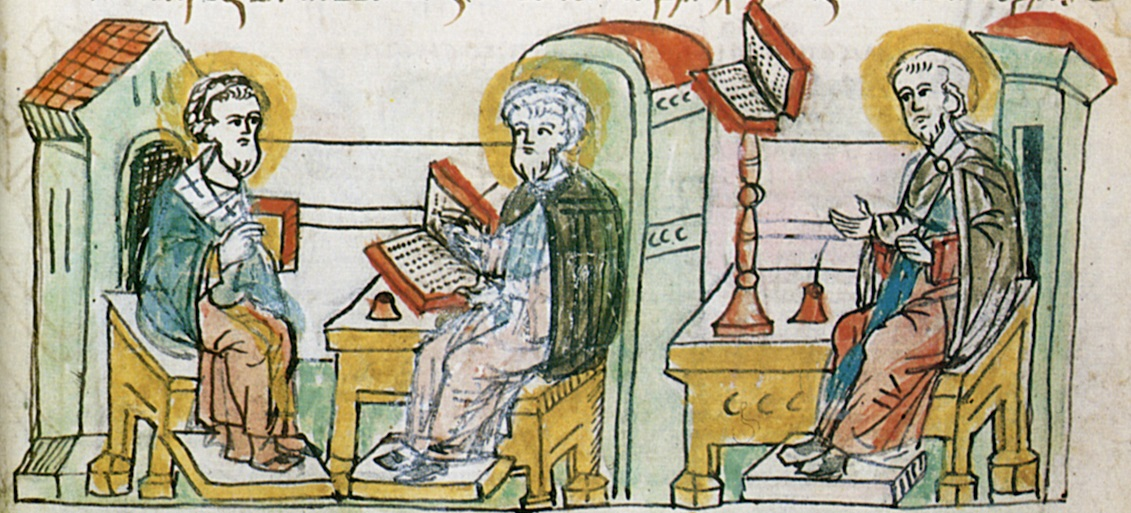
Перевод богослужебных книг Кириллом и Мефодием. Миниатюра из Радзивилловской летописи, конец XV века

Старославянский язык (ранняя форма церковнославянского) восходит к солунскому диалекту древнеболгарского языка, родному для создателей письменного старославянского языка Кирилла и Мефодия, хотя за время своего бытования он подвергся грамматическим и фонетическим упрощениям (в частности, исчезли носовые и редуцированные гласные) и сближению с живыми языками стран, в которых он бытует. Впервые был введён в культурный обиход в Великой Моравии.
В Моравии Кирилл и Мефодий вместе с учениками переводили церковные книги с греческого на старославянский язык, обучали славян чтению, письму и ведению богослужения на старославянском языке. В 869 году в Риме Кирилл умер, а Мефодий в следующем году вернулся в Моравию уже в звании архиепископа. После смерти Мефодия его преемником в Моравии стал его ученик Горазд Охридский.
При Горазде противники славянской письменности в Моравии добились у папы Стефана V запрещения славянского языка в церковной литургии, а ученики Мефодия были изгнаны из Моравии. Несмотря на это, распространение письменности на старославянском языке в Моравии и Чехии прекратилось не сразу. Известны литературные памятники, написанные в этих странах глаголицей на старославянском языке в X и XI веках — Киевские листки, Пражские отрывки и другие.
Ученики Мефодия, покинув Моравию, частично отправились к хорватам, а частично — в Болгарию, где продолжили дело развития славянской письменности. Именно Болгария и стала в конце IX века центром распространения письменности на старославянском языке. Здесь сформировались две крупных школы — Охридская и Преславская, в которых творили знаменитые болгарские книжники — Климент Охридский, Наум Охридский, Иоанн Экзарх, Константин Преславский и Черноризец Храбр.
В X веке, вместе с принятием христианства, старославянский в качестве литературного языка начинает использоваться в Древнерусском государстве, где образуется Древнерусский извод церковнославянского языка.
Первой печатной книгой на церковнославянском языке стал хорватский Ⰿⰹⱄⰰⰾⱏ ⱂⱁ ⰸⰰⰽⱁⱀⱆ ⱃⰹⰿⱄⰽⱁⰳⰰ ⰴⰲⱁⱃⰰ (Misal po zakonu rimskoga dvora), изданный в 1483 году глаголицей.

## Письменность
Памятники старославянской и церковнославянской письменности известны как на глаголице, так и на кириллице.
На письме современный церковнославянский язык использует кириллицу. Церковнославянская азбука содержит около 40 букв, некоторые из которых представлены более чем одним вариантом написания (неопределённость с числом букв связана с неоднозначностью границы между разными буквами и разными вариантами одной буквы). Используются многочисленные надстрочные знаки (три вида ударения, придыхание, три сочетания придыхания с ударениями, ерок, кендема, краткая, простое титло, разнообразные буквенные титла). Знаки препинания и несколько отличны от русских: так, вместо вопросительного знака используется точка с запятой (как в греческом языке), а вместо точки с запятой и многоточия — двоеточие (может соответствовать и русскому двоеточию). Различаются прописные и строчные буквы, употребление которых может быть либо аналогичным русскому, либо следовать древней системе, в которой с большой буквы писалось преимущественно только первое слово абзаца.
Старославянская кириллица
| А а      | Б б   | В в   | Г г       | Д д      | Є є, е   | Ж ж    | Ѕ ѕ    |
| а҆́зъ      | бꙋ́ки  | вѣ́ди  | глаго́ль   | добро̀    | є҆́сть     | живѣ́те | ѕѣлѡ̀   |
| З з      | И и   | І ї   | К к       | Л л      | М м      | Н н    | Ѻ ѻ, о |
| землѧ̀    | и҆́же   | и҆̀     | ка́кѡ      | лю́дїє    | мыслѣ́те  | на́шъ   | ѻ҆́нъ    |
| Ѡ ѡ, Ѽ ѽ | П п   | Р р   | С с       | Т т      | Ѹ ѹ, Ꙋ ꙋ | Ф ф    | Х х    |
| ѡ҆ме́га    | поко́й | рцы̀   | сло́во     | тве́рдо   | ѹ҆́къ      | фе́ртъ  | хѣ́ръ   |
| Ѿ ѿ      | Ц ц   | Ч ч   | Ш ш       | Щ щ      | Ъ ъ      | Ы ы    | Ь ь    |
| ѡ҆́тъ      | цы̀    | че́рвь | ша̀        | ща̀ (шта̀) | є҆́ръ      | є҆ры̀    | є҆́рь    |
| Ѣ ѣ      | Ю ю   | Ꙗ ꙗ   | Ѧ ѧ       | Ѯ ѯ      | Ѱ ѱ      | Ѳ ѳ    | Ѵ ѵ    |
| ꙗ҆́ть      | ю҆̀     | ꙗ҆̀     | ю҆́съ ма́лый | ксѝ      | псѝ      | ѳита̀   | ѵ҆́жица  |

## Грамматика и орфография церковнославянских текстов

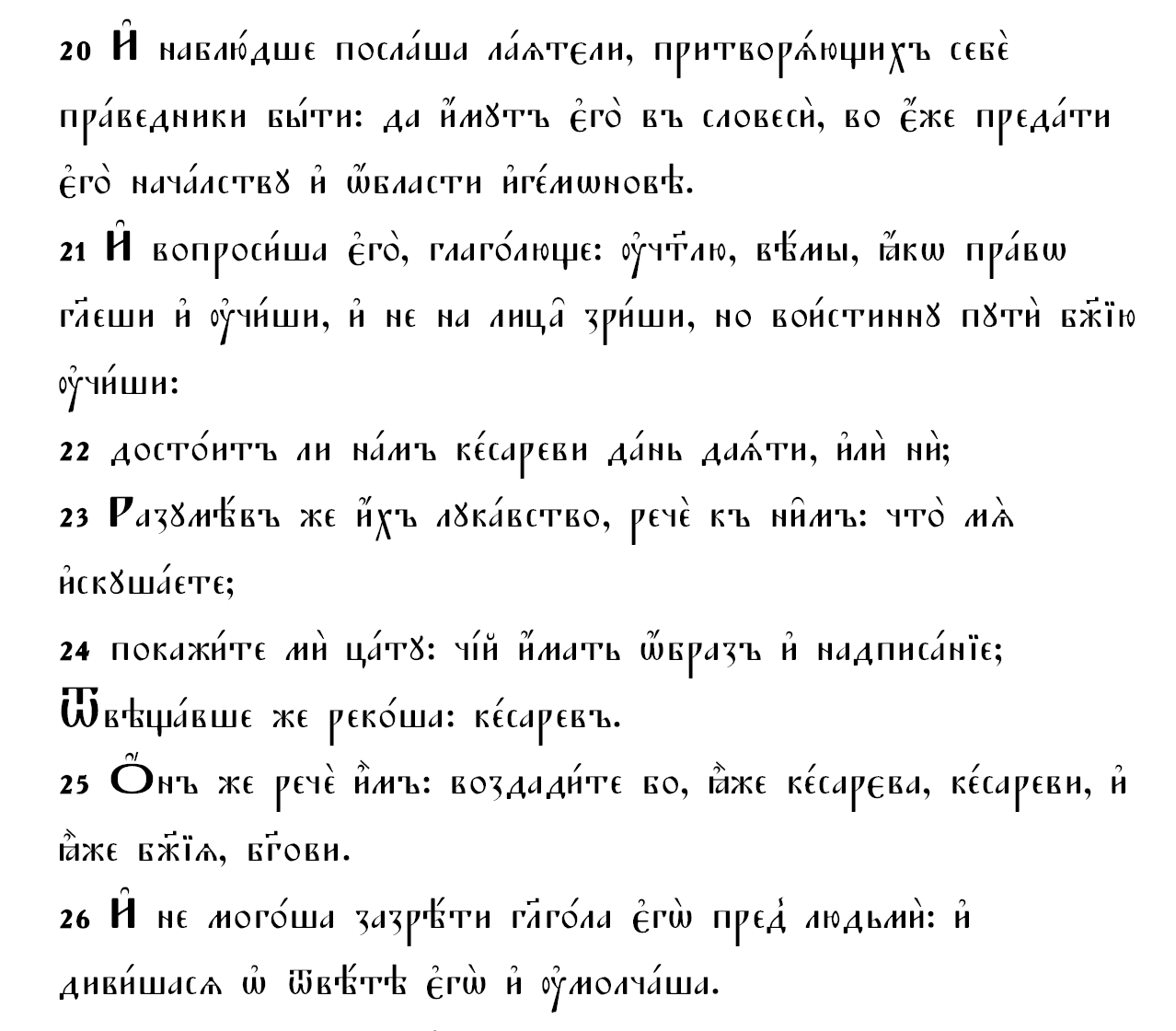
Пример церковнославянского печатного текста.

Из почтения к священному тексту древние переводчики-монахи перевели молитвы и песнопения с греческого языка на славянский буквально слово в слово. При этом смысл не всегда оставался ясен. Например, первый тропарь девятой Песни Трипеснца утрени Великого понедельника звучит так:
Скве́рнꙋ всю̀ страстнꙋ́ю ѿри́нꙋвше,

досто́йный бж҃е́ственнагѡ ца́рствїѧ ра́зꙋмъ воспрїи́мемъ бл҃гомꙋ́дрственный,

твои̑мъ а҆пⷭ҇лѡмъ предре́клъ є҆сѝ, всѣ́хъ премꙋ́дросте:

въ не́мже просла́витесѧ, свѣтѧ́щесѧ со́лнца свѣтоза́рнѣе.
Даже если каждое слово в отдельности понятно, для понимания смысла, с точки зрения русского языка, их требуется переставить, перефразировать, разбить на несколько предложений.
Грамматика и орфография церковнославянского языка не всегда строги и единообразны, в ряде случаев возможны варианты написания (число которых с середины XVII века неуклонно уменьшается). Выработка кодифицированных грамматических норм происходила под влиянием учебников грамматики греческого и латинского языков. Российское библейское общество в 1810—1820‑х годах издало было несколько книг в чуть упрощённой орфографии (без «излишеств», вроде ударений в односложных словах), но этот эксперимент развития не получил; впрочем, Библия в таком «упрощённом» варианте стереотипно переиздавалась ещё почти полвека.
Всеобъемлющего свода правил, подобного существующим для русского языка («Правила» 1956 года, справочники Д. Э. Розенталя), для церковнославянского нет. Практически единственным доступным справочником является краткая «Грамматика церковно-славянскаго языка» иеромонаха Алипия (Гамановича), впервые изданная в 1964 году в Джорданвилле, штат Нью-Йорк. Нормативного орфографического словаря также пока нет (известный «Полный церковно-славянскій словарь» протоиерея Григория Дьяченко, впервые изданный в 1900 году, в орфографическом смысле очень слаб). Есть учебные словари (например, «Церковно-славянский словарь» протоиерея Александра Свирелина).
У униатов, особенно среди закарпатских и пряшевских русинов, для записи церковнославянских текстов используется также латиница: при Австро-Венгрии — по венгерской системе, а в позднейшее время — по словацкой системе.

### Типографика
Церковнославянский текст традиционно печатается шрифтами одного и того же рисунка, восходящего к строгому русскому полууставу XVI века. Соответствия жирному и курсивному шрифтам нет. Для выделений используется набор вразрядку, набор одними прописными буквами, набор более мелким или более крупным шрифтом. В богослужебных книгах применяется печать в две краски: например, красным печатаются заголовки и указания для читающего, а чёрным — то, что надо произносить вслух.
Ещё до революции некоторые церковнославянские тексты для мирян (например, молитвословы) печатались гражданским шрифтом, чаще всего с обозначением ударения во всех многосложных словах. Их появление было связано с тем, что стали утрачиваться навыки чтения церковнославянского текста в стандартной записи. После революции в СССР и за рубежом стали выходить и богослужебные книги (например, минеи, ирмологии) с использованием русской современной (в СССР) или дореволюционной (чаще всего за рубежом) орфографии с ударениями. Причиной было отсутствие церковнославянских типографских шрифтов, которые в Советском Союзе были физически уничтожены.

### Пример
Всѝ бо лю́дїе родѧ́тсѧ свобо́дни и҆ ра́вни въ досто́инствѣ и҆ зако́нѣ. Ѻ҆́ни сꙋ́тъ ѡ҆даре́ни ра́зꙋмомъ и҆ свѣ́дїю и҆ до́лжни сꙋ́тъ дѣ́ѧти въ дꙋ́сѣ бра́тства.
Перевод:
Все люди рождаются свободными и равными в своём достоинстве и правах. Они наделены разумом и совестью и должны поступать в отношении друг друга в духе братства.
В настоящее время церковнославянская типографика полностью поддерживается компьютерным стандартом Юникод (начиная с версии 5.1).

## Влияние на другие языки
Церковнославянский язык оказал большое влияние на многие литературные славянские языки, особенно народов православной культуры. Многочисленные заимствования церковнославянских слов породили в русском языке своеобразное явление — фонетически выраженную стилевую разницу в парах слов одного и того же корня, например: золото-злато, город-град, рожать-рождать. молоко-млеко (млечный) (первое слово каждой пары русское, второе заимствовано из церковнославянского). В образовавшихся таким образом синонимических парах церковнославянское заимствование обычно относится к более высокому стилю. В ряде случаев русский и церковнославянский варианты одного и того же слова разошлись (полностью или частично) в семантике и уже не являются синонимами: горячий-горящий, ровный-равный, сбор-собор, порох-прах, совершённый-совершенный, падёж-падеж, нёбо-небо, печора-пещера, ворог-враг.

## Изводы
Церковнославянский язык (в различных вариантах-изводах) широко использовался и в других славянских странах и Румынии. В настоящее время он там также вытеснен национальными языками (но может сохраняться в богослужении). Литературные языки славян, в разной мере сочетавшие церковнославянские и национальные элементы, известны под названиями «славянорусский», «славяносербский» и тому подобные; они употреблялись преимущественно до начала XIX века.
Синодальный (новоцерковнославянский) извод оформился в середине XVII века, в ходе книжной справы времён патриарха Никона. Он является продолжением церковнославянского языка старого московского извода (сохраняющегося в книжной традиции старообрядчества), соединённым с нормами украинско-белорусского извода, в отдельных случаях сверенных по греческим образцам. Важную роль в его формировании играла книга, написанная на украинско-белорусском изводе: «Грамма́тїки славе́нскіѧ пра́вилное сѵ́нтагма» Мелетия Смотрицкого (первое издание — Евье, 1619; множество переизданий XVII и XVIII веков в разных странах и переводов).
Изводы древнего периода (до XIV века):
- моравско-чешский извод,
- болгарский извод,
- сербский извод,
- русский (древнерусский, восточнославянский) извод.
- хорватский извод.

Изводы среднего периода (XIV век—XVII века):
- болгарский извод,
- сербский извод,
- московский извод,
- украинско-белорусский извод.

Извод позднего периода (XVII век—XXI века):
- синодальный (новоцерковнославянский) извод[17].

## Лингвистическая характеристика

### Фонетика и фонология
Характеристики произношения церковнославянского языка:
- отсутствует редукция гласных в безударных слогах, например, «о» и «е» в безударном положении читаются как [о] и [е] (как в северных окающих диалектах), в то время как в русском литературном произношении они превращаются в [а], [ʌ] или [ъ] и в [и] или [ь] соответственно[18];
- буква «е» никогда не читается как ё (собственно, в церковнославянском письме буквы ё нет вообще), что отражено и в заимствованиях из церковнославянского в русский: небо-нёбо, одежда-одёжа, надежда-надёжа[19] (первое слово каждой пары заимствовано из церковнославянского, второе — исконно русское);
- буква «г» читалась как звонкий фрикативный согласный [ɣ] (как в южнорусских диалектах или приблизительно как в украинском языке), а не как смычный [ɡ] в русском литературном произношении; в позиции оглушения [ɣ] превращается в [x] (это повлияло на русское произношение слова Бог как [box]). В настоящее время в языке богослужения фрикативное произношение можно услышать как в патриаршей церкви, так и у старообрядцев[20];
- окончания прилагательных «‑аго» («‑ѧго») и местоимений «‑ого» («‑его») (с омегой в родительном падеже, с буквой «о» — в винительном) произносятся как пишутся, в то время как в русском ‑ого произносится как [‑ʌво́] — в ударной позиции и как [‑ъвъ] — в безударной;
- если приставка оканчивается на твёрдый согласный, а корень начинается с «и», например, ѿиметъ (отымет), то «и» читается как [ы];
- буквы «ш», «ж», «щ», «ч», «ц» произносятся как в русском и, так же как в русском, после них пишется только «ꙋ» и почти никогда «ю», хотя все эти согласные этимологически мягкие.

Впрочем, церковнославянская письменность не вполне фонетична, так, после шипящих смена букв «и» — «ы» и «а» — «ѧ» на произношение не влияет и служит лишь для того, чтобы избежать омонимии; использование мягкого знака между согласными («тма» — «тьма» и т. п.) в ряде случаев факультативно (в русском произношении тут смягчение возможно, а сербские церковнославянские буквари пишут, что «ь» тут ничего не обозначает и пишется только по традиции). Вообще, в церковнославянском произношении допускается более или менее сильный акцент местного языка (русского, украинского, болгарского, сербского и т. п.). В современном русском церковнославянском произношении употребляется даже аканье, хотя ещё в начале XX века оно никогда не употреблялось и считается неверным до сих пор.

### Морфология
Церковнославянский язык, как и русский, является преимущественно синтетическим. Это означает, что грамматические категории выражаются преимущественно словоизменением (склонение, спряжение), а не служебными словами.

#### Имя существительное
В церковнославянском языке насчитывается 7 падежей:
- именительный,
- винительный,
- родительный,
- дательный,
- творительный,
- местный,
- звательный.

Падежные значения выражаются окончаниями и предложно-падежными конструкциями, а также согласованием в падеже атрибутивных частей речи.

#### Глагол
У церковнославянского глагола выделяют категории наклонения, времени, лица, числа и залога (у именных форм глагола также рода). Всего у глагола насчитывается 6 времён: плюсквамперфект, перфект, имперфект, аорист (I и II), настоящее и будущее. Ниже приводятся таблицы спряжения глагола «бы́ти».

| Лицо | Ед. ч.             | Дв. ч.         | Дв. ч.     | Мн. ч. |
| Лицо | Ед. ч.             | м. р.          | ж., ср. р. | Мн. ч. |
| ---- | ------------------ | -------------- | ---------- | ------ |
| 1‑е  | (а҆́зъ) є҆́смь         | (мы̀) є҆сва̀, ‑ма̀ | є҆свѣ̀, ‑мѣ̀  | є҆смы̀   |
| 2‑е  | (ты̀) є҆сѝ           | (вы̀) є҆ста̀      | є҆стѣ̀       | є҆стѐ   |
| 3‑е  | (ѻ҆́нъ, ‑а̀, ‑о̀) є҆́сть | (ѻ҆нѝ) є҆ста̀     | є҆стѣ̀       | сꙋ́ть   |

| Лицо | Ед. ч.              | Дв. ч.          | Дв. ч.     | Мн. ч.  |
| Лицо | Ед. ч.              | м. р.           | ж., ср. р. | Мн. ч.  |
| ---- | ------------------- | --------------- | ---------- | ------- |
| 1‑е  | (а҆́зъ) нѣ́смь         | (мы̀) нѣ́сва, ‑ма | нѣ́свѣ, ‑мѣ | нѣ́смы   |
| 2‑е  | (ты̀) нѣ́си           | (вы̀) нѣ́ста      | нѣ́стѣ      | нѣ́сте   |
| 3‑е  | (ѻ҆́нъ, ‑а̀, ‑о̀) нѣ́сть | (ѻ҆нѝ) нѣ́ста     | нѣ́стѣ      | не сꙋ́ть |

| Лицо | Ед. ч.               | Дв. ч.       | Дв. ч.     | Мн. ч. |
| Лицо | Ед. ч.               | м. р.        | ж., ср. р. | Мн. ч. |
| ---- | -------------------- | ------------ | ---------- | ------ |
| 1‑е  | (а҆́зъ) бꙋ́дꙋ           | (мы̀) бꙋ́дева  | бꙋ́девѣ     | бꙋ́демъ |
| 2‑е  | (ты̀) бꙋ́деши          | (вы̀) бꙋ́дета  | бꙋ́детѣ     | бꙋ́дете |
| 3‑е  | (ѻ҆́нъ, ‑а̀, ‑о̀) бꙋ́детъ | (ѻ҆нѝ) бꙋ́дета | бꙋ́детѣ     | бꙋ́дꙋтъ |

| Лицо | Ед. ч.                   | Дв. ч.      | Дв. ч.     | Мн. ч. |
| Лицо | Ед. ч.                   | м. р.       | ж., ср. р. | Мн. ч. |
| ---- | ------------------------ | ----------- | ---------- | ------ |
| 1‑е  | (а҆́зъ) бы́хъ               | (мы̀) бы́хова | бы́ховѣ     | бы́хомъ |
| 2‑е  | (ты̀) бы̀                  | (вы̀) бы́ста  | бы́стѣ      | бы́сте  |
| 3‑е  | (ѻ҆́нъ, ‑а̀, ‑о̀) бы́сть (бы̀) | (ѻ҆нѝ) бы́ста | бы́стѣ      | бы́ша   |

| Лицо | Ед. ч.           | Дв. ч.      | Дв. ч.     | Мн. ч. |
| Лицо | Ед. ч.           | м. р.       | ж., ср. р. | Мн. ч. |
| ---- | ---------------- | ----------- | ---------- | ------ |
| 1‑е  | (а҆́зъ) бѣ́хъ       | (мы̀) бѣ́хова | бѣ́ховѣ     | бѣ́хомъ |
| 2‑е  | (ты̀) бѣ̀          | (вы̀) бѣ́ста  | бѣ́стѣ      | бѣ́сте  |
| 3‑е  | (ѻ҆́нъ, ‑а̀, ‑о̀) бѣ̀ | (ѻ҆нѝ) бѣ́ста | бѣ́стѣ      | бѣ́ша   |

| Лицо | Ед. ч.             | Дв. ч.      | Дв. ч.     | Мн. ч.      |
| Лицо | Ед. ч.             | м. р.       | ж., ср. р. | Мн. ч.      |
| ---- | ------------------ | ----------- | ---------- | ----------- |
| 1‑е  | (а҆́зъ) бѧ́хъ         | (мы̀) бѧ́хова | бѧ́ховѣ     | бѧ́хомъ      |
| 2‑е  | (ты̀) бѧ́ше          | (вы̀) бѧ́ста  | бѧ́стѣ      | бѧ́сте       |
| 3‑е  | (ѻ҆́нъ, ‑а̀, ‑о̀) бѧ́ше | (ѻ҆нѝ) бѧ́ста | бѧ́стѣ      | бѧ́хꙋ (бѣ́хꙋ) |

Отрицательная форма глагола «бы́ти» в настоящем времени образуется путём слияния частицы «не» и глагольной формы в одно слово: «не» + «є҆́смь» = «нѣ́смь», «не» + «є҆сѝ» = «нѣ́си», «не» + «є҆́сть» = «нѣ́сть» и т. д., за исключением формы 3‑го л. мн. ч. — «не сꙋ́ть». Инфинитив образуется с помощью суффикса «-ти»: «ѡ҆брѣ́зати» (‘обре́зать’), «написа́ти» (‘написа́ть’). Аорист 1‑го лица единственного числа образуется с помощью окончания «‑хъ»: «А҆́зъ писа́хъ» (‘Я написа́л’); «А҆́зъ ѹ҆снꙋ́хъ, и҆ спа́хъ, воста́хъ». Также в прошлом времени 3‑го лица множественного числа есть окончание «‑ша»: «Ѻ҆нѝ прїидо́ша, слы́шаша, положи́ша» (‘Они пришли, услышали, положили’). Перфект образуется с помощью окончания «‑лъ» и глагола «бы́ти» в настоящем времени: «ѡ҆брѣла̀ є҆́сть» (‘[она] обрела’). Плюсквамперфект образуется с помощью окончания «-лъ» и глагола «бы́ти» в аористе (от основы на «‑бѣ») или имперфекте: «Ѻ҆нѝ ѿшлѝ бѧ́хꙋ» (‘Они было отошли’).

#### Запись цифр и чисел
В церковнославянском языке для записи цифр используют кириллическую систему, или цифирь. Она отчасти подобна римской: для записи чисел используются буквы алфавита, имеющие цифровые значения. Для обозначения числа используют знак титла (  ҃).
Буквы, имеющие цифровое значение, представлены в таблице.
| Цифры  | Цифры    | Числа  | Числа    | Числа  | Числа    |
| цифири | арабские | цифири | арабские | цифири | арабские |
| ------ | -------- | ------ | -------- | ------ | -------- |
| а҃      | 1        | і҃      | 10       | р҃      | 100      |
| в҃      | 2        | к҃      | 20       | с҃      | 200      |
| г҃      | 3        | л҃      | 30       | т҃      | 300      |
| д҃      | 4        | м҃      | 40       | у҃      | 400      |
| є҃      | 5        | н҃      | 50       | ф҃      | 500      |
| ѕ҃      | 6        | ѯ҃      | 60       | х҃      | 600      |
| з҃      | 7        | ѻ҃      | 70       | ѱ҃      | 700      |
| и҃      | 8        | п҃      | 80       | ѿ҃      | 800      |
| ѳ҃      | 9        | ч҃      | 90       | ц҃      | 900      |

Числа, не указанные выше, получаются путём соединения букв. Для получения чисел от 11 до 19 сначала ставится младший разряд, затем старший, например: а҃і — 11, є҃і — 15, ѕ҃і — 16; для чисел от 21 и далее — наоборот, запись ведётся от старшего разряда к младшему, например: к҃д — 24, ѻ҃в — 72, ун҃г — 453.
Тысяча обозначается знаком ҂, опущенным под строку. Числовое значение буквы, стоящей за этим знаком, увеличивается в 1000 раз, например: ҂а҃ — 1000, ҂вє҃і — 2015, ҂і҂єл҃г — 15 033.
Для облегчения записи более крупных чисел на усмотрение автора используются следующие символы: а⃝ — тьма, означает 10 000-кратное увеличение значения обведённой буквы, например: а⃝ — 10 000; а҈ — легион, означает 100 000-кратное увеличение значения обведённой буквы, например: г҈ — 300 000; а҉ — леодр, означает 1 000 000-кратное увеличение обведённой буквы, например: в҉ — 2 000 000, — и другие.
Таким образом, в записи более крупных чисел есть варианты: так, например, число 5 913 769 может быть записано либо как ҂҂є҂ц҂і҂гѱѯ҃ѳ, либо как є҉  ѳ҈  а⃝ ҂гѱѯ҃ѳ.

### Синтаксис
Как и в русском языке, простое предложение чаще всего состоит из подлежащего и сказуемого, причём подлежащее стоит в именительном падеже. Сказуемое же может быть выражено глаголом, именной частью речи или именной частью речи со вспомогательным глаголом.
В области синтаксиса заметно греческое влияние в употреблении ряда конструкций:
- именительный падеж в качестве приложения при звательном падеже;
- родительный падеж с предлогом, обозначающий агенс в пассивной конструкции;
- множественное число среднего рода слов-определений в функции субстантивированного обобщения;
- винительный падеж с инфинитивом при глаголах речи, чувств[25].

Много общего в синтаксисе причастий греческого и церковнославянского языков: большей частью эти схождения опирались на явления живого славянского языка; греческое влияние способствовало распространению некоторых конструкций (глагол «бы́ти» с причастием, причастия после фазовых глаголов и др.), привело к сравнительно частому употреблению самостоятельного дательного падежа на месте греческого самостоятельного родительного падежа; в отдельных случаях фиксируется и калькирование греческих причастных конструкций, но оно не закрепилось и осталось в рамках отдельного употребления, а не системы языка.

#### Грамматики
- Камчатнова Ю. Б. Церковнославянский язык: Самоучитель. — 2-е изд., испр. и доп. — М., 2019. — 216 с. — 500 экз.
- Смирнова А. Е. Церковнославянский язык в таблицах. 2018.
- Изотов А. И. Старославянский и церковнославянский языки. — М.: Филоматис, 2007. — 240 с.
- Плетнёва А. А., Кравецкий А. Г. Учебное руководство по церковнославянскому языку. — 4‑е изд., перераб. и доп.. — М.: Издательский Совет Русской Православной Церкви, 2006. — ISBN 5-88017-079-9.
- Иеромонах Алипий (Гаманович). Грамматика церковно-славянского языка. — Jordanville (N. Y.): Holy Trinity monastery. Printing shop St. Iov of Pochaev, 1964. [Существуют репринты.] — 272 с.
- Архимандрит д‑р Атанасий Бончев. Църковнославянска граматика и Речник на църковнославянския език. — София: Синодално издателство, 1952. — 236 с.
- Иеромонах Алипий (Гаманович). Методическое пособие по церковнославянскому языку. (PDF)
- Виноградов П. Краткая славянская грамматика. — Издания: 1813, 1825, 1865.
- Пенинский И. С. Грамматика славянская. — 3‑е изд. — СПб.: в тип. ДНП, 1827. (Изд. 1825)
- Аполлос. Грамматика руководствующая к познанию славено-российскаго языка. Киев, 1794. электронная копия в НЭБ.
- Максимов Ф. Грамматика славенская. СПб., 1723. электронная копия в НЭБ.
- Грамматика Мелетия Смотрицкого. XVIII в. электронная копия в НЭБ.
- Смотрицкий Мелетий. Грамматики Славенския правилное Синтагма. — Евье, 1619 (в НЭБ, Скан, DjVu). Изд.: 1648 (РГБ).
- Зизаний, Лаврентий. Грамматика словенска. — Вильня, 1596.
- Зизаний, Лаврентий. Грамматика славянского языка. Грамматика словенска совершеннаго искуства осми частей слова и иных нужных. 1596. электронная копия в НЭБ.
- Адельфотес. Грамматика доброглаголивого Еллинославянского языка 1591. электронная копия в НЭБ.
- Грамматика (Припис. Псевдо-Дамаскину, первод Иоанну экзарху Болгарскому), 1586. электронная копия в НЭБ.

#### Словари
- Архимандрит д‑р Атанасий Бончев. Речник на църковнославянския език. Том I (А — О). — София: Народна библиотека «св. св. Кирил и Методий», 2002. — ISBN 954-523-064-9. — 352 с.
- Большой словарь церковнославянского языка Нового времени. Том I. А—Б / Под ред. А. Г. Кравецкого, А. А. Плетнёвой. — М.: Словари XXI века, 2016. — 448 с. (Всего планируется 10 томов.)
- Гусев А. Справочный церковно-славянский словарь. — Выходные данные оригинала неизвестны, репринт: Свято-Троицкий Ново-Голутвин монастырь, 1992. — 128 с.
- Протоиерей Григорий Дьяченко. Полный церковно-славянский словарь. — М., 1900. — XL+1120+(8) с. [Существуют репринты], ISBN 5-87301-068-4. (Интернет-версия.)
- Протоиерей Василий Михайловский. Словарь церковно-славянских слов, не совсем понятных в священных и богослужебных книгах. — 14‑е изд. — СПб.: изд. Ф. Я. Москвитина, тип. И. Генералова, 1911. — 96 с.
- Прота Сава Петковић. Речник црквенословенскога језика. — Сремски Карловци, 1935. — (2)+X+(2)+352 с. [Существует репринт 1971 г., место печати не указано.]
- Седакова О. А. Церковнославяно-русские паронимы. Материалы к словарю — М.: Греко-латинский кабинет Ю. А. Шичалина, 2005. — 432 с.
- Седакова О. А. Словарь трудных слов из богослужения: Церковнославяно-русские паронимы. — М.: Греко-латинский кабинет Ю. А. Шичалина, 2008.